# 千葉国造
千葉国造（ちはのくにみやつこ・ちはこくぞう）は、千葉国を支配した国造。

## 概要

### 氏族
大私部氏（おおきさいべうじ、姓は直）。
大私部氏は、『新撰姓氏録』右京皇別下には「大私部、開化天皇の皇子、彦坐命の後なり。」とあり、飯田武郷が「私字をキサイとよめる由は、『漢書』の張放伝に大官私官とある下の服虔が註に、私官は皇后の官と見え、また『後漢書』百官志に、中宮私府令一人とも見えたり。私字を后の称に用たる、漢国の例に拠りたる書さまとぞ見えたる。かくて私部をキサイベと唱うは、中昔よりの音便にして、雅しくはキサキベと唱うべきなり。（中略）敏達天皇よりも前の御世に、后の奉為に定置れたりし部に大私部の氏を賜いたりしなるべく、敏達天皇の御世に置かれたる私部はそれとは別なるべし。」と述べたように、6世紀以前に太后の為に設けられた伴部として伝えられ、その性格は私部、御名代部、御子代部、日祀部などと同じく、皇室直轄の部民であった。

### 概要
千葉国造が置かれた時期は、『記紀』にも『先代旧事本紀』「国造本紀」にも記載されず、『日本後紀』延暦24年（805年）癸卯条や、翌大同元年（806年）癸巳条に「千葉国造大私部直善人」の名前が見えるのみである。これによれば、大私部直善人が外従五位下を賜ったのは平安時代初期のことで、大化改新が行われてから161年にもなるから、国造の制度は既に廃止されている。そして全国には中央から国司が派遣され、土着の豪族の多くは郡司以下に任ぜられ、堂々たる律令国家となっていて、既に中央集権的国家体制は確立していた。そこで千葉国造は、「『先代旧事本紀』「国造本紀」の成立過程には存在せず、律令制施行以後に任命されたいわゆる律令国造である」とする見解と、「改新前の千葉国造が、改新以後もそのまま国造の称号を公許され、その家柄にふさわしい直の姓を継承したと」する見解に分かれる。
前者の見解によれば、改新前の房総は総の国と呼ばれ、その北半部には、印旛沼周辺に本拠を置く印波国造と、現利根川下流一帯に君臨する下海上国造とがあったが、改新後の地方行政区画によって下総国となり、印波国造の領土は、後に『延喜式』や『和名抄』などに記録される印旛郡、埴生郡、千葉郡、葛飾郡、相馬郡、猿島郡、結城郡、岡田郡の8郡に分けられ、下海上国造の領土は、海上郡、匝瑳郡、香取郡の3郡となった。そして印波国造の後裔は印旛郡の郡司に、下海上国造の後裔は海上郡の郡司に任ぜられ、新設の千葉郡からは千葉国造が選任されたとする。『続日本紀』天応元年（781年）条に「下総国印旛郡大領外正六位上丈部直牛養」、『万葉集』巻二〇に「印波郡丈部直大麻呂」とあり、『日本三代実録』仁和元年（885年）3月19日の条に、「下総国海上郡大領外正六位上海上国造他田日奉直春岳」、『万葉集』巻二〇に「海上郡海上国造他田日奉直得大理」の名が見えるのは、このような家柄の人々であると考えられる。
しかしながら、大化前代の国造の称号は、前述の「海上国造他田日奉直春岳」、「海上国造他田日奉直得大理」や『続日本紀』神亀元年正月条の「出雲国造外従七位下出雲臣広嶋」・天平14年4月条の「伊豆国造日下部直益人」などのように、国造制が廃止された後も、神事や祭祀を主宰する旧国造の家柄に対して、姓と共に賜わったと見るのが妥当であるから、大化前代に千葉国造が存在していたことが可能となり、印波、下海上両国造の任命が応神天皇朝にあることなどから、千葉国造のそれも右と大体同時代にあるものとすることができる。即ち、この頃になって、房総北半部の有力氏族が続々大和朝廷の勢力下に服属し、それらのうちの最有力な首長が国造に任ぜられたと考えられる。そのため、千葉国造が改めてヤマト王権に屈服したのは、印波、上海上の国造（6世紀後半）や伊甚国造（6世紀前半）と同じく、敏達天皇の時代を大きく遡らない時代であったと考えられる。

## 本拠

### 支配領域
国造の支配領域は千葉国と呼ばれた地域、後の下総国千葉郡、現在の千葉県千葉市に相当する。
『先代旧事本紀』「国造本紀」に記載はないが、後の『日本後紀』延暦24年（805年）10月8日条には、千葉国造大私部直善人に外従五位下を授けるとあり、翌大同元年（806年）1月28日条では下総国大掾に任じられている。『日本後紀』の他には千葉国造の名は見らない。
千葉の名の由来としては、「多くの葉が繁茂する」の意で、たくさんの草木が生い茂る原野だったからとも、土地の繁栄を願ったからとも説かれる。

## 人物
- 大私部善人（おおきさいべのよしひと）
平安時代の国造。下総国大掾。

## 氏神
不明。

### 関連神社
- 船橋大神宮（ふなばしだいじんぐう）
千葉県船橋市に鎮座する式内社の意富比神社。